# Patriciaat
Het patriciaat is de groep van families die vanouds de bestuurders in een samenleving leveren.
Iedere samenleving kent patriciërs, in het oude Rome waren zij gerechtigd om zitting te nemen in de Senaat.

## Het patriciaat in Nederland
In abstracte zin kon tot aan het eind van de jaren zestig van de 20ste eeuw wel een groep mensen als zodanig worden aangewezen. In die zin dat leden van die groep een grotere kans maakten dan anderen een rol in enig bestuur te verwerven. Hun voorouders waren vaak regenten geweest in de steden tijdens de Republiek der Zeven Verenigde Nederlanden en hadden ook in de 19e eeuw het land en een verscheidenheid aan ondernemingen bestuurd. Traditioneel speelden zij in de polders van de Noordelijke Nederlanden een belangrijkere rol dan de adel die vooral uit landjonkers uit de provincie bestond. In de tijd van de Gouden Eeuw en de Republiek was veradellijking niet mogelijk, behalve door buitenlandse koningen. Zo werden telgen uit Nederlandse geslachten door de Rooms-Duitse keizer tot adel van het Heilige Roomse Rijk verheven. Toen het Nederlands koningshuis werd geïnstalleerd, werd veradellijking wel mogelijk. Koning Willem I nam bewust een aantal regentenfamilies op in de adelstand - vaak zonder ze een titel te geven. Andere families ontleenden juist trots aan het feit dat zij zichzelf daarvoor te deftig vonden als telgen uit bekende koopmansgeslachten, maar spanden zich dan wel weer in om een ridderorde in de Nederlandse leeuw te verwerven. Van een groot aantal van zulke families zijn genealogieën gepubliceerd in de uitgave Nederland's Patriciaat van de Stichting Centraal Bureau voor Genealogie.
Varianten of verbasteringen staan niet op deze lijst. Vaak horen deze er wel bij en zijn ze aangegeven met de oorspronkelijke naam, bijvoorbeeld Bakker-Backer.

## Het patriciaat in België
België kent geen officiële lijst van patricische families, hoewel dergelijke families wel degelijk bestaan. De term patriciërs werd ook gebruikt om de rijkere niet-adellijke klassen aan te duiden, zoals in het graafschap Vlaanderen tijdens de Guldensporenslag. In enkele steden van het graafschap bestond er van oudsher een groep families van waaruit de magistraat exclusief werd samengesteld. Ook na het einde van het ancien régime bleven deze families een rol spelen.

### De Zeven Geslachten
In Brussel vormden de Zeven Geslachten van Brussel sinds de middeleeuwen en tot de aanvang van de nieuwste tijd patriciërsfamilies die waren voorbestemd om de stad te leiden. Tot deze zeven geslachten is inmiddels een aanzienlijke lijst met families toegelaten. Ook Leuven kent een lijst met Zeven Geslachten